# Matiçan
Matiçan (serb. Матичане, Matičane) – wieś w Kosowie, w regionie Prisztina, w gminie Prisztina.
Według danych szacunkowych na rok 2011 liczyła 13 876 mieszkańców.